# Newberg
Newberg ist eine Stadt des Landkreises Yamhill County im US-Bundesstaat Oregon mit 25.138 Einwohnern (laut US-Census 2020).

## Geographie
Das Gemeindegebiet umfasst 13 Quadratkilometer.

## Einwohnerentwicklung
- 2000: 18.064
- 2010: 22.068
- 2020: 25.138

## Demographie
In Newberg existieren 8.305 Haushalte. 

## Sehenswürdigkeiten
- Hoover-Minthorn House, ein historisch bedeutsames Gebäude
- George Fox University (George-Fox-Universität)
- Ewing Young Historical Park
- Chehalem State Park

## Persönlichkeiten
- Richard J. Foster (* 1942), Theologe, Pastor und Familienberater bei Newberg Friends Church in Newberg
- Todd Giebenhain (* 1974), Schauspieler, wuchs in Newberg auf und ging dort auf die High School
- Taylor Braun (* 1991), in Newberg geborener Basketballspieler

## Flughafen
- Sportsman Airpark
- Chehalem Airpark

## Bibliothek
- Newberg Public Library